# Кульчум
Кульчу́м (рос. Кульчум) — село у складі Матвієвського району Оренбурзької області, Росія.

## Населення
Населення — 317 осіб (2010; 372 у 2002).
Національний склад (станом на 2002 рік):
- росіяни — 77 %